# نمایشگر مداوم قند خون

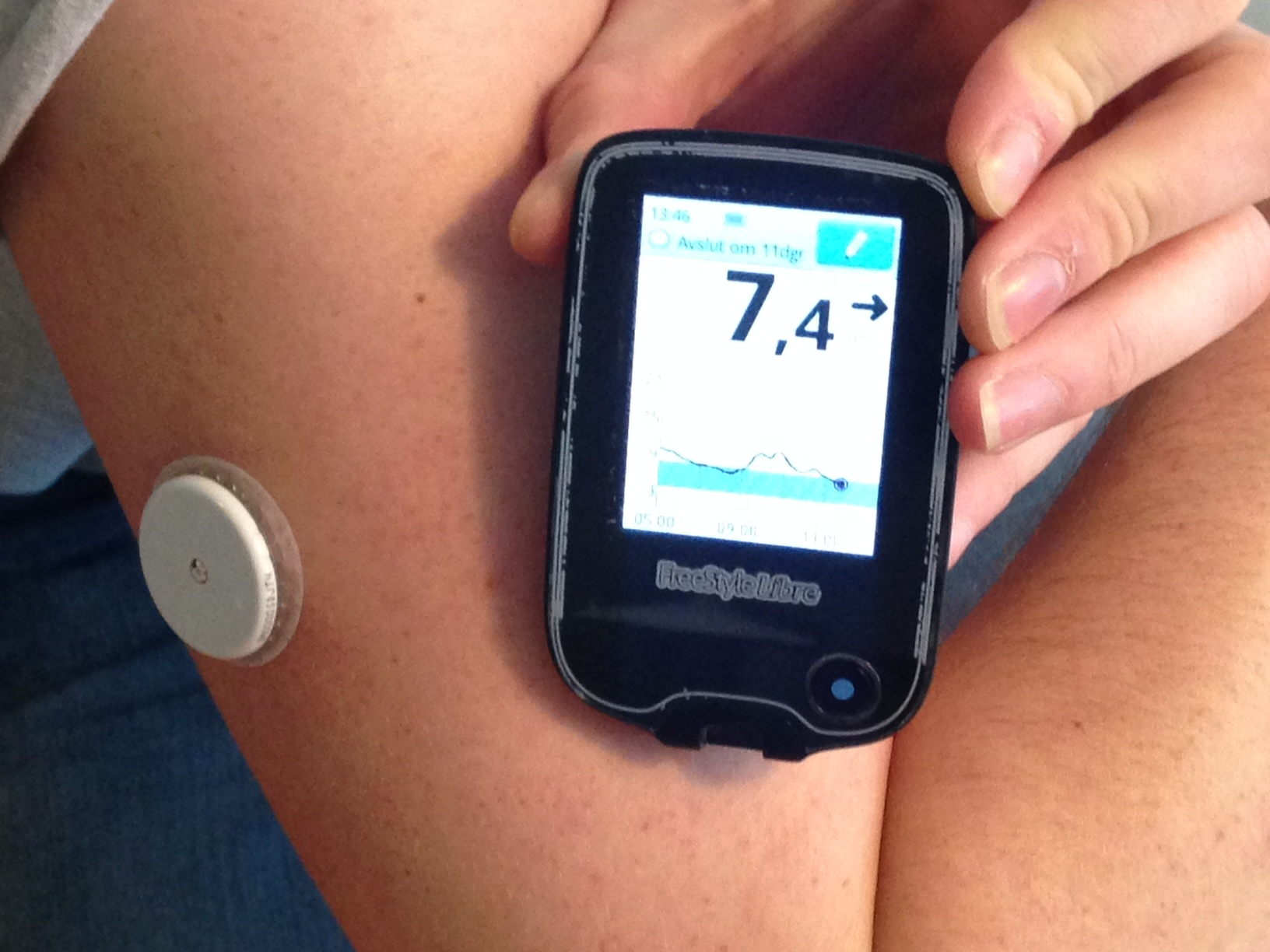
CGM ساخت آزمایشگاه Abbott به نام Freestyle حسگر و فرستنده بر روی بازو قرار دارند و گیرنده سطح قند خون لحظه ای را به‌طور پیوسته نشان می‌دهد و یک نمودار از سطح قند خون اندازه گرفته شده را به نمایش می‌گذارد.

یک نمایشگر مداوم قند خون یک دستگاه مورد استفاده برای نظارت بر سطح قند خون به‌طور مستمر می‌باشد. این دستگاه توسط افرادی که دارای بیماری دیابت نوع ۱ یا نوع ۲ هستند مورد استفاده قرار می‌گیرد. نمایشگر مداوم قند خون (CGM) در فواصل زمانی مشخص به کمک یک الکترود کوچک که زیر پوست قرار می‌گیرد و با چسب در محل نگه داشته می‌شود وظیفه خوانش اطلاعات را به نحو احسن انجام می‌دهد. یک فرستنده متصل به الکترود اطلاعات را به یک گیرنده جدا ارسال می‌کند.
تست قدیمی قند خون که به شکل خراش روی انگشت دست صورت می‌گرفت تنها قادر است در یک نقطه زمانی سطح قند خون را نشان دهد. استفاده از CGM اجازه می‌دهد تا میزان سطح گلوکز خون در طول زمان نمایش داده شود. مصرف‌کنندگان باید دستگاه‌های CGM را با اندازه‌گیری قند خون سنتی کالیبره کنند.
محدودیت سیستم CGM این است که سطح گلوکز از مایع بینابینی به جای خون گرفته شده می‌شود. از آن جا که پروسه حرکت گلوکز از جریان خون به مایع بینابینی طول می‌کشد، پس همواره شاهد یک تأخیر ذاتی میان سطح قند خون فعلی و سطح اندازه‌گیری شده توسط CGM خواهیم بود. این زمان تأخیر براساس فرد و دستگاه متفاوت است و عموماً بین ۵ تا ۲۰ دقیقه است.

## تاریخچه

### ایالات متحده
اولین سیستم CGM توسط FDA در سال ۱۹۹۹ تأیید شد.
در ادامه سعی شد تا این محصول ارتقا کند و مقاصد زیر پیگیری شد: افزایش طول عمر طول عمر سنسورهای مورد استفاده تا در مدت زمان بیشتری شخص آن‌ها را همراه خود داشته باشد و نیاز به تعویض پیدا نکند، قرار دادن گزینه‌هایی برای دریافت و خواندن داده‌ها، و ایجاد تنظیماتی برای هشدار به کاربران تا از سطوح بالا و پایین قند خود آگاهی کسب کنند.
یکی از خصوصیات دستگاه CGM تحت برند Medtronic MiniMed این بود که هر ۱۰ ثانیه یک بار قند خون را اندازه گرفته به‌طور میانگین هر پنج دقیقه گزارش می‌کرد. سنسورهای این دستگاه می‌توانند تا ۷۲ ساعت پوشیده شوند و طی این مدت نیاز به تعویض نداشته باشند.
سیستم دوم، توسعه یافته توسط Dexcom در سال ۲۰۰۶ تأیید شد. سنسور برای استفاده تا ۷۲ ساعت مورد تأیید قرار گرفت و گیرنده مورد نیاز برای انتقال داده‌ها در عرض پنج فوت بود.
در سال ۲۰۰۸، مدل سوم تأیید شد یعنی CGM ساخت آزمایشگاه Abbott به نام Freestyle Navigator در این دستگاه سنسورها می‌توانند تا پنج روز روی بدن شخص پیوسته استفاده بشوند.
در سال ۲۰۱۲، Dexcom یک دستگاه جدید را راه اندازی کرد که طول عمر سنسورها را به هفت روز رساند و تا فاصله ۲۰ فوتی برای انتقال اطلاعات کارایی داشت. Dexcom بعداً برنامه ای را معرفی کرد که اجازه می‌داد، داده‌ها از سنسور به یک آیفون منتقل شود. این سیستم برای استفاده کودکان در سال ۲۰۱۵ تأیید شد.
در سپتامبر 2017 FDA اولین CGM بدون نیاز به کالیبراسیون به روش انگشت نگاری (خراش انگشت) به نام FreeStyle Libre را تأیید کرد. این دستگاه می‌تواند تا ۱۰ روز پوشیده شود اما برای شروع خوانش اطلاعات به ۱۲ ساعت زمان نیاز دارد. در ادامه این شرکت به دنبال یک دستگاه جدید برای ارائه به بازار بود که می‌توانست تا ۱۴ روز پوشیده شود و تنها یک ساعت برای شروع یک سنسور جدید وقت صرف کند. FreeStyle Libre 2 در اکتبر ۲۰۱۸ در اروپا تأیید شد. این دستگاه همچنین مجهز به سیستم هشدار دهی بود تا وقتی سطح قند خون از بازهٔ طبیعی خود تجاوز کند کاربر آگاه شود.
در ژوئن ۲۰۱۸، FDA سیستم EMS CGM را برای استفاده در افراد ۱۸ سال و بالاتر که مبتلا به دیابت بودند تأیید کرد. این اولین CGM تأیید شده توسط FDA بود که شامل یک سنسور کاملاً قابل کاشت برای تشخیص سطح گلوکز بود که می‌توانست تا ۹۰ روز پوشیده شود. Eversense XL نام دستگاه دیگری است که تا ۱۸۰ روز امکان پوشیدن دارد و در اکتبر ۲۰۱۷ در اروپا تأیید شد.

### چین
چین ورود به تولید و توسعه نمایشگر های مداوم قند خون (CGM) را بصورت جدی از سال ۲۰۰۸ میلادی آغاز نمود، اولین شرکت فعال در این حوزه Medtrum Technologies واقع در شانگهای است، سنسور دستگاه تولیدی توسط این شرکت می‌تواند تا ۱۴ روز پوشیده شود و از طریق گوشی هوشمند اطلاعات مربوطه را نمایش دهد، قیمت هر سنسور آن نسبت به دیگر محصولات موجود در بازار بسیار پائین است، محصول این شرکت مورد تایید اتحادیه اروپا است و در حال حاضر در کشور هایی نظیر انگلستان، دانمارک، سوئد، هلند، فرانسه، اسپانیا، ترکیه، شیلی و... عرضه می‌شود.

## خصوصیات دستگاه
- نظارت (مانیتور) مداوم در مقابل نظارت لحظه ای: Dexcom و Eversense از نظارت پیوسته و مداوم استفاده می‌کنند که در آن اطلاعات مربوط به سطح گلوکز به‌طور مداوم به روز می‌شود. نظارت مستمر اجازه می‌دهد تا هشدارهای اتوماتیک را تنظیم کنید که وقتی سطح گلوکز از آستانه‌های از پیش تنظیم شده خارج شود کاربر آگاه گردد. با Freestyle Libre سطح گلوکز به درخواست کاربر خوانده می‌شود، اما اطلاعات گلوکزی که برمی گردد حاوی تمام داده‌ها از زمان خواندن تا قبل از آن است. FreeStyle Libre 2 اجازه می‌دهد تنظیمات هشدار دهنده زمانی برای سطحی در نظر گرفته شود که آن سطح را کاربر تعیین می‌کند.
- سنسورهای داخلی در مقابل سنسورهای خارجی: Dexcom و Freestyle Libre از سنسورهای خارجی استفاده می‌کنند در حالی که Eversense از یک سنسور داخلی استفاده می‌کند، به طوری که فرستنده در بالای پوست قرار می‌گیرد و سنسور در زیر آن نهفته می‌شود.

## سیستم حلقه بسته
CGM یکی از دو بخش کلیدی در توسعه یک سیستم «حلقه بسته» برای درمان دیابت نوع ۱ است. یک سیستم حلقه بسته شامل ۲ بخش اساسی است: یکی نمایشگر میزان سطح گلوکز خون که این وظیفه را CGM انجام می‌دهد و دیگری پمپ انسولین می‌باشد. محاسبه میزان تزریق پمپ انسولین به کمک اطلاعات CGM صورت می‌پذیرد و کاربر در این میان دخالتی نمی‌کند.